# Loža, Koper
Palača Loža ( italijansko palazzo della Loggia ) je beneško gotska palača v Kopru. Je edina ohranjena gotska mestna hiša v Sloveniji. 

## Zgodovina
Najzgodnejši del obstoječe zgradbe je iz leta 1462, ko se je začela gradnja nadomestitve prejšnje Lože, ki je stala na enakem položaju na severni strani glavnega koprskega trga, nasproti Pretorske palače.
Po izbruhu kuge v Kopru v letih 1553-1555 je bilo pročelje Lože polepšano z grbi, v niši nad levim vogalnim stolpcem pa postavljen terakotni kip Madone z otrokom. 
Nadaljnja dela so bila izvedena leta 1698, ko je bila dodana druga etaža in fasada razširjena z dvema dodatnima lokoma.
Trenutno je v pritličju Lože kavarna.  V drugem nadstropju je umetniška galerija. 